# روبين يونغ
روبين يونغ (بالإنجليزية: Robyn Young)‏ (1 سبتمبر 1975، أكسفورد في المملكة المتحدة)؛ شاعرة، كاتِبة وروائية بريطانية.